# Lobelia bequaertii
Lobelia bequaertii är en klockväxtart som beskrevs av De Wild. Lobelia bequaertii ingår i släktet lobelior, och familjen klockväxter. Inga underarter finns listade i Catalogue of Life.